# Neomyzus taiwanum
Neomyzus taiwanum är en insektsart som först beskrevs av Takahashi, R. 1923.  Neomyzus taiwanum ingår i släktet Neomyzus och familjen långrörsbladlöss.

## Underarter
Arten delas in i följande underarter:
- N. t. taiwanum
- N. t. codonopsis